# Iglesia de San Cayetano (Madrid)
La iglesia de San Millán y San Cayetano es un templo católico de la ciudad española de Madrid. De estilo barroco, está situado en el n.º 15 de la calle de Embajadores.

## Historia
La actual iglesia de san Cayetano tiene su origen en la iglesia del Convento de Nuestra Señora del Favor, ya desaparecido. En este lugar existió en su día un oratorio dedicado a san Marcos y a Nuestra Señora del Favor, fundado en 1612 por Diego de Vera y Ordóñez de Villaquián. El lugar de erección del oratorio fue el de unas casas de su propiedad en la calle del Oso. Treinta y dos años más tarde, el padre Plácido Mirto funda una casa de teatinos en el lugar. La iglesia quedó bajo la advocación de san Cayetano de Thiene, cofundador de la orden teatina.
En 1822, durante el trienio liberal, se decreta por parte del Gobierno el traslado de los teatinos a un convento de Zaragoza, quedando totalmente abandonado el edificio, el cual y de una manera provisional fue cedido a los frailes franciscanos de San Gil, llamados popularmente gilitos, mientras se reconstruía su convento, destruido durante la ocupación francesa. En 1836, y debido a la desamortización de Mendizábal, el propio convento pasa a ser destinado a viviendas, quedando sólo la iglesia original destinada a servicios religiosos.
En 1869 se produce el traslado de la sede de la derribada parroquia de san Millán Abad, sita en la plaza de la Cebada, a esta iglesia, creándose así la iglesia parroquial de san Millán y san Cayetano.
La iglesia resultó incendiada con latas de gasolina el 19 de julio de 1936, durante la guerra civil, por grupos de extrema izquierda. Solo quedó en pie la fachada, gracias a las labores de mantenimiento que realizó Fernando Chueca Goitia durante la guerra. En 1960 una comisión de eclesiásticos y laicos que, entre otros, integraba la duquesa de Alba, aprueba la reconstrucción del templo, reabierto al culto el 6 de agosto de 1962.
La Real e Ilustre hermandad de Nuestra Señora del Rocío de Madrid tiene su sede canónica en la parroquia de San Millán y San Cayetano desde 1970.
En 1980 el templo fue declarado Monumento Histórico-Artístico de carácter nacional. En la actualidad tiene el estatus de Bien de Interés Cultural.

## Descripción

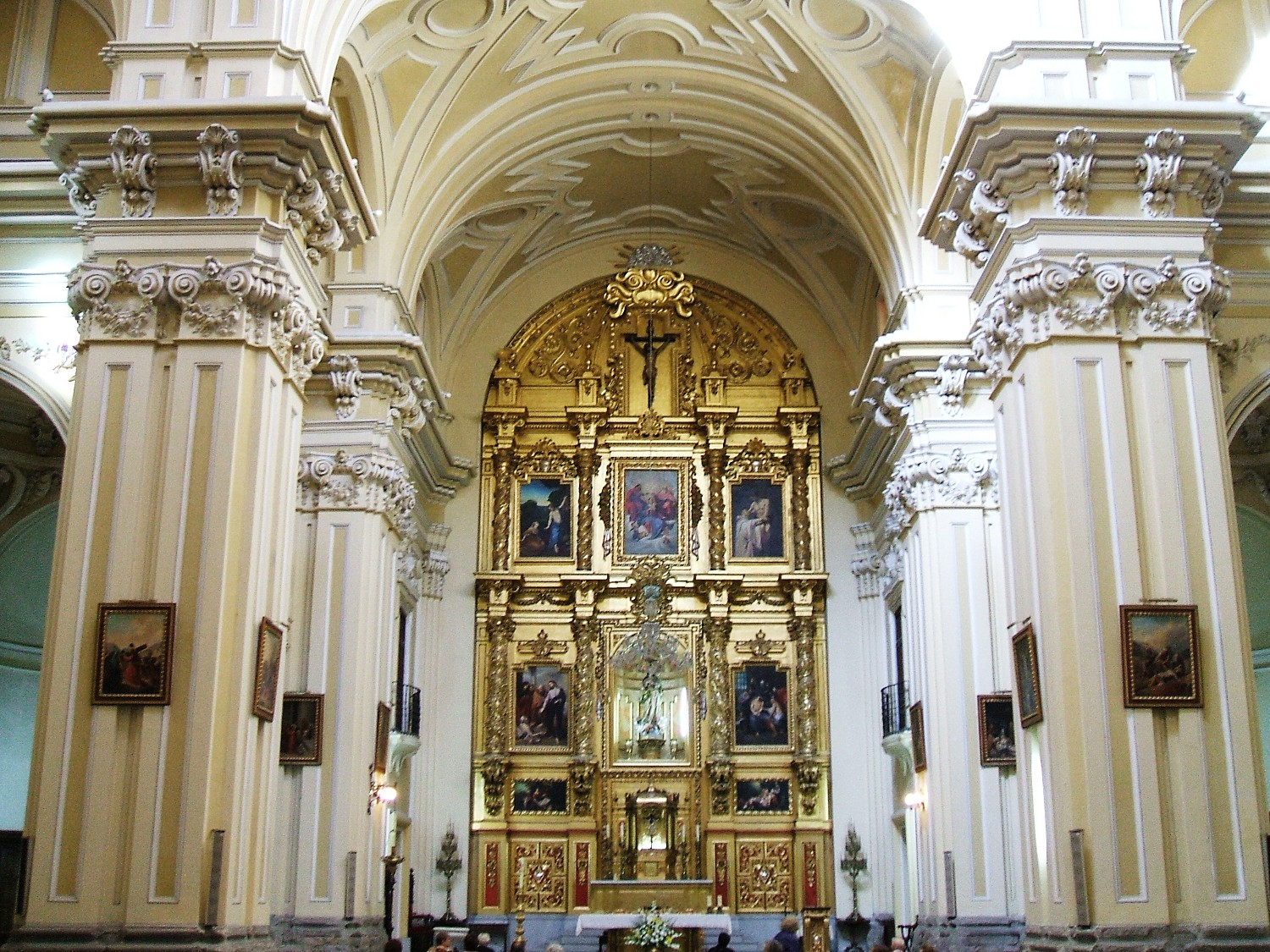
Cabecera de la iglesia

La iglesia comienza a construirse en el año 1669 por el arquitecto Marcos López. Las obras son probablemente continuadas por José de Churriguera y Pedro de Ribera. Sin embargo, el templo no fue terminado hasta 1761, a cargo del arquitecto Francisco de Moradillo.
La fachada, levantada por Moradillo, fue construida en granito, componiéndose de ocho robustas pilastras rematadas con capiteles de orden compuesto. Las pilastras de los dos extremos encuadran las dos torres y entre las cuatro del centro se disponen tres arcos de acceso de medio punto. Sobre los arcos de la fachada se colocaron en hornacinas ricamente decoradas las estatuas de san Cayetano, de Nuestra Señora del Favor, y de san Andrés Avelino, realizadas en piedra por Pedro Alonso de los Ríos.
La planta es de cruz griega, constando de tres naves y cuatro capillas cerradas con sus correspondientes cúpulas, más una gran cúpula central de tambor sobre pechinas.
El interior perdió la práctica totalidad de las obras de arte que conservaba al ser incendiada en la Guerra Civil, incluyendo el retablo mayor. El retablo actual, realizado por Manuel Paradela Segade, imita modelos barrocos, con copias de cuadros famosos del Museo del Prado. La desnudez decorativa resalta la calidad de los detalles (ménsulas, pilastras, cornisas), y el enlucido claro dota al interior de una intensa luminosidad. En una de las capillas, bajo una sencilla lápida, se encuentra la sepultura de Pedro de Ribera, el arquitecto principal del edificio, que vivía en la casa frontera con la iglesia y fue feligrés de la misma toda su vida.

## Galería

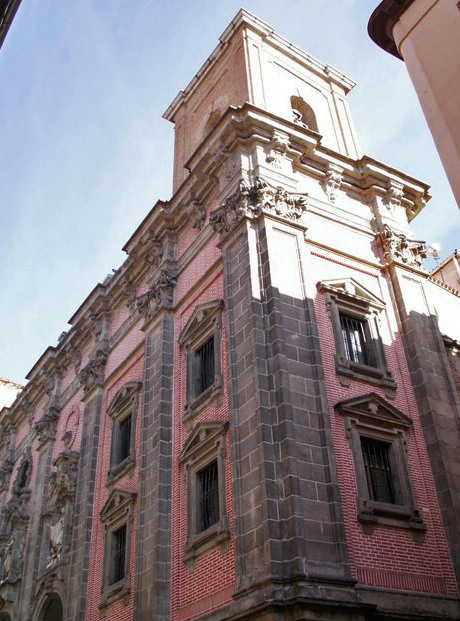
Aspecto de la fachada
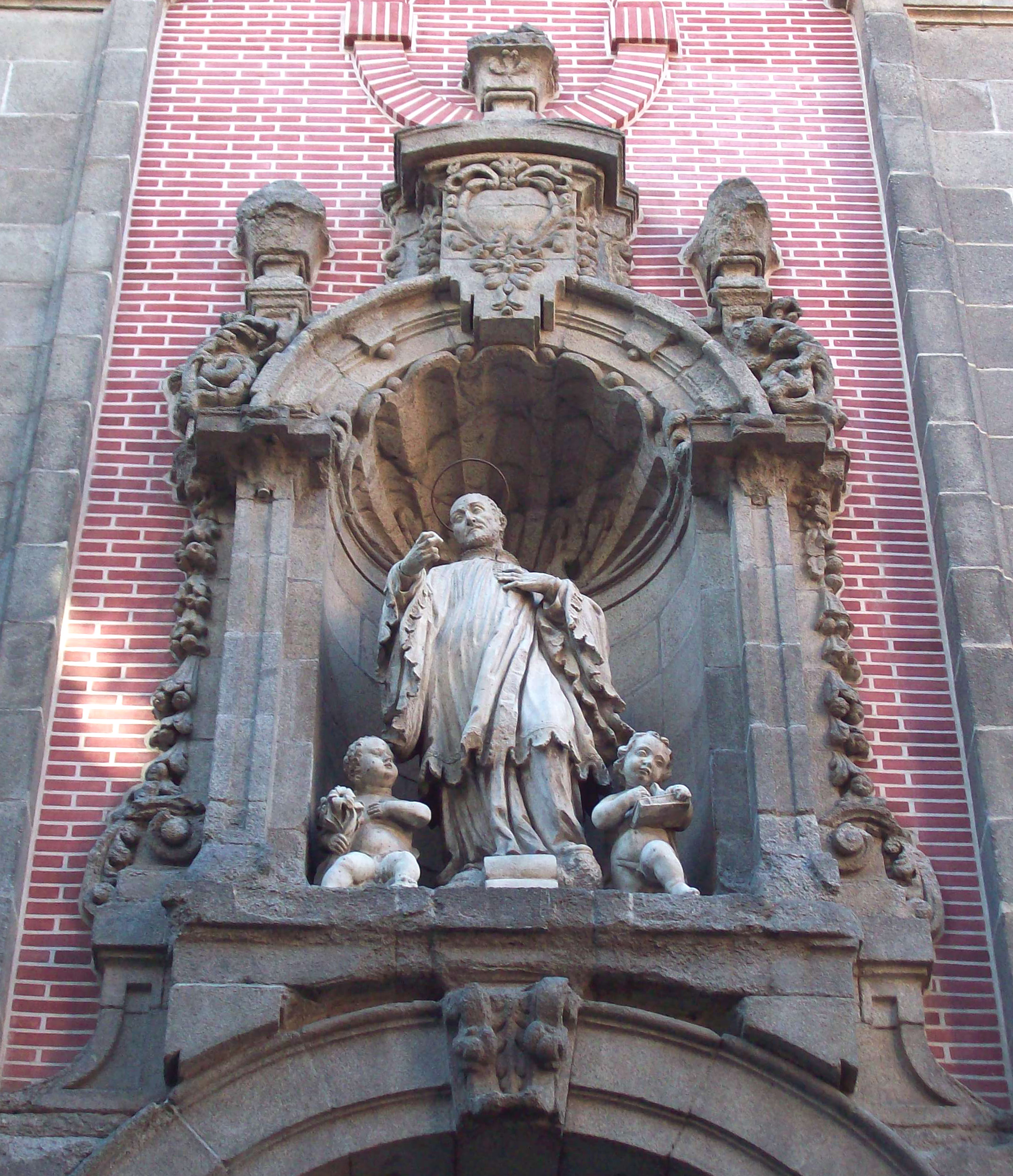
Hornacina de la fachada con la efigie de san Andrés Avelino
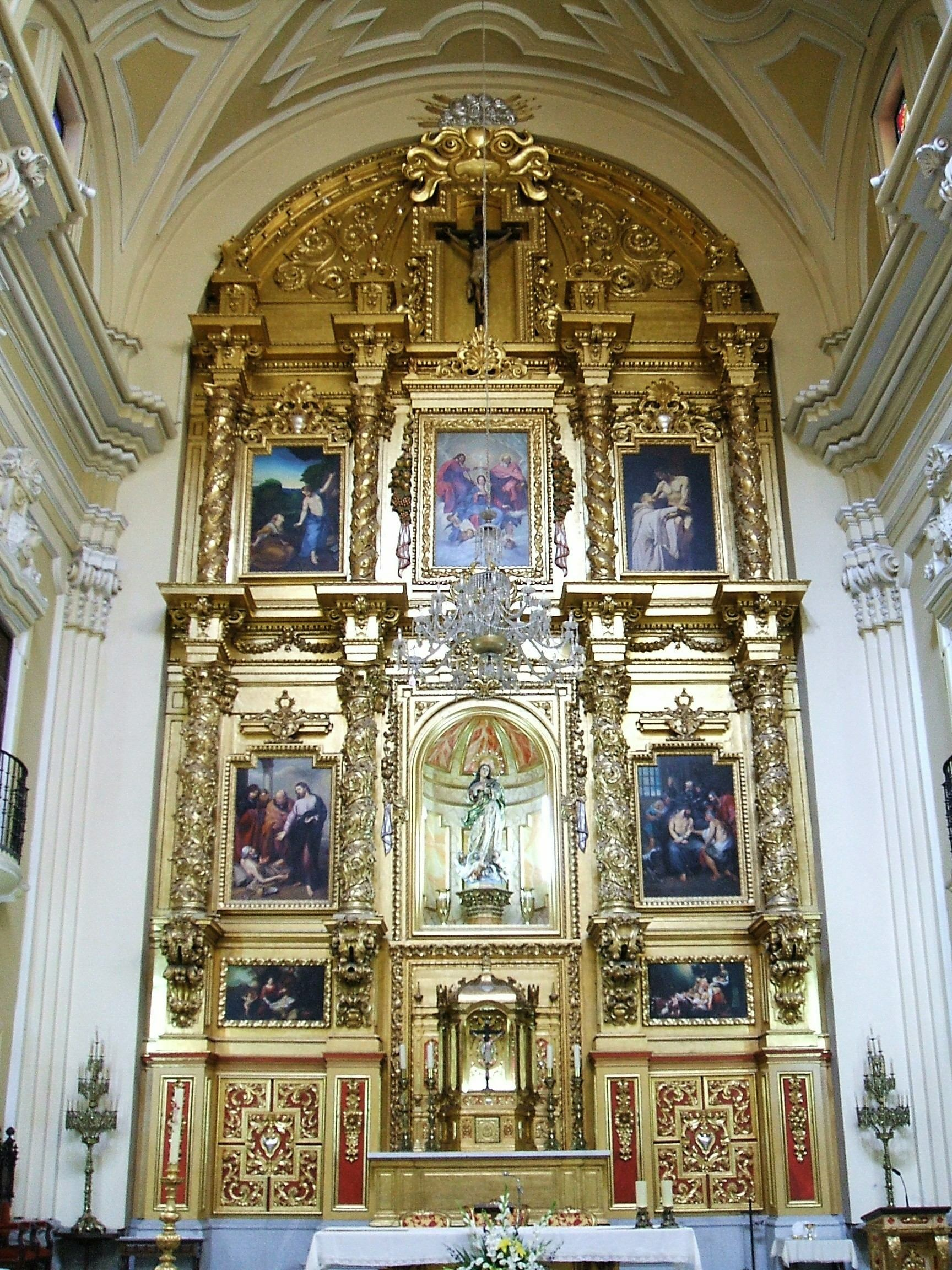
Retablo mayor
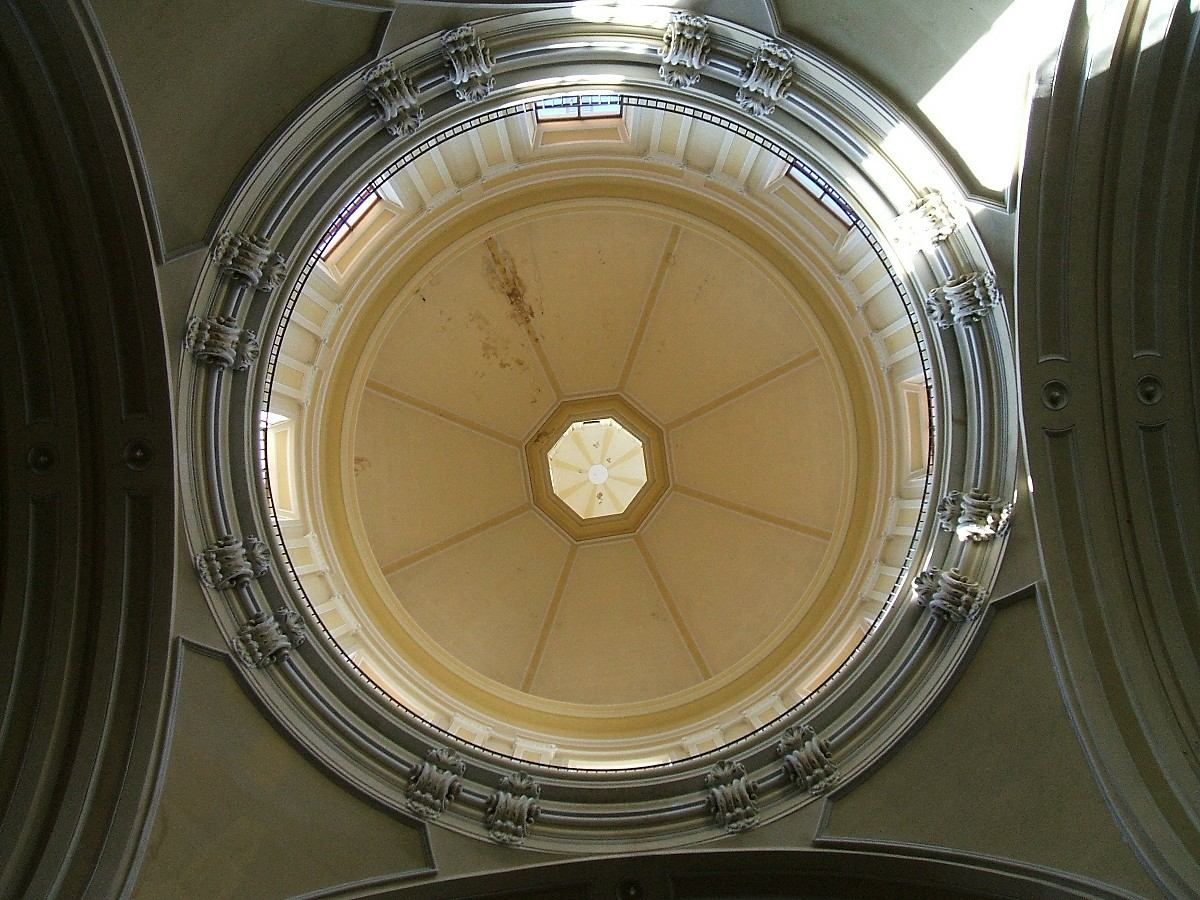
Cúpula central